# HMS Argonaut (F56)
La HMS Argonaut (F56) fue una fragata de la Marina Real británica.

## Construcción y características
La fragata, de la clase Leander, fue construida por Hawthorn Leslie Ltd. en Hebburn a partir del 27 de noviembre de 1964. La botadura se realizó el 8 de febrero de 1966 y el buque fue completado el 17 de agosto de 1967.

## Historia de servicio
La HMS Argonaut participó de la guerra de las Malvinas integrando la fuerza de tareas y bajo el mando del capitán C. H. Layman.
Estuvo en el desembarco de San Carlos (Operación Sutton) el 21 de mayo de 1982. El 21 de mayo fue ligeramente dañada por fuego de cañones y cohetes de un avión Aermacchi MB-339 (de la 1.ª Escuadrilla Aeronaval de Ataque). Después fue dañada por una bomba sin explotar de un A-4 Skyhawk (del Grupo 5 de Caza) Mueren 2 tripulantes (Ian Boldy de 18 años y Matt Stuart de 20 años). Se atribuyen averías en aviones A-4 argentinos con misiles Sea Cat disparados por la Argonaut.
La Argonaut abandonó la zona de combate en junio de 1982.